# Tadeusz Wojtkowiak
Tadeusz Józef Wojtkowiak (ur. 11 listopada 1952 w Śmiglu) – polski polityk, rolnik, poseł na Sejm IV kadencji.

## Życiorys

### Wykształcenie i praca zawodowa
W 1970 ukończył Zasadniczą Szkołę Rolniczą w Kąkolewie. Do 1978 pracował jako traktorzysta w spółdzielni kółek rolniczych w Krzemieniewie. Następnie prowadził własne gospodarstwo rolne o powierzchni 25 ha (hodowla trzody chlewnej). W 1999 objął funkcję sołtysa wsi Nowy Belęcin.
W 2007 został prezesem Spółdzielni Produkcyjnej Trzody Chlewnej „Bel-Tucz” w Nowym Belęcinie.

### Działalność publiczna
Od 1978 do rozwiązania był członkiem Polskiej Zjednoczonej Partii Robotniczej. W latach 1992–2001 należał do Polskiego Stronnictwa Ludowego. W 1999 wstąpił do Związku Zawodowego Rolnictwa „Samoobrona”, którego został wiceprzewodniczącym w województwie wielkopolskim.
W wyborach parlamentarnych w 2001 został posłem IV kadencji wybranym z listy Samoobrony RP w okręgu kaliskim (4884 głosy). Zasiadał w Komisji Rolnictwa i Rozwoju Wsi oraz Komisji Ochrony Środowiska, Zasobów Naturalnych i Leśnictwa.
W wyborach parlamentarnych w 2005 nie uzyskał ponownie mandatu (dostał 4401 głosów). Tuż po nich wystąpił z Samoobrony RP. W 2006 współtworzył Samoobronę Ruch Społeczny, w której objął funkcję wiceprzewodniczącego. W wyborach samorządowych w tym samym roku kandydował bezskutecznie do rady powiatu leszczyńskiego z listy koalicji Lewica i Demokraci. W wyborach w 2010 również bez powodzenia ubiegał się o mandat w radzie gminy Krzemieniewo z listy lokalnego komitetu wyborczego wyborców. W 2014 startował do rady powiatu z ramienia PO.

## Życie prywatne
Jest żonaty, ma dwoje dzieci.